# Piotr Bystrow
Piotr Aleksandrowicz Bystrow (ros. Пётр Александрович Быстров, ur. 15 lipca 1979 w Gorkim) – rosyjski piłkarz grający na pozycji lewego pomocnika.

## Kariera klubowa
Bystrow pochodzi z miasta Niżny Nowogród. Jest wychowankiem tamtejszego klubu Lokomotiwu Niżny Nowogród. W 1997 roku został włączony do kadry pierwszej drużyny i wtedy też zadebiutował w Premier Lidze. Pod koniec sezonu Lokomotiw spadł jednak z ligi, a w Pierwszej Dywizji Piotr spędził rok. W 1999 roku powrócił z zespołem do ekstraklasy i w barwach Lokomotiwu zaliczył sezon 1999 i 2000, gdy po raz drugi przeżył spadek o klasę niżej.
W 2001 roku Bystrow przeszedł do Dynama Moskwa, gdzie spędził jednak tylko sezon i zajmując 5. miejsce zakwalifikował się z Dynamem do Pucharu UEFA. W 2002 roku trafił do Saturna Ramienskoje, gdzie wywalczył sobie miejsce na lewej pomocy. W 2002 roku zajął z nim 6. miejsce w tabeli, a w kolejnych dwóch – 7. W Saturnie bez sukcesów występował także w 2005 roku. W 2006 roku na zasadzie wolnego transferu przeniósł się do FK Moskwa, gdzie stał się zawodnikiem wyjściowej jedenastki i wygrał rywalizację z Argentyńczykiem Pablo Barrientosem. W 2006 zajął z FK 6. lokatę, a w 2007 - 4.
W 2009 roku Bystrow został zawodnikiem Rubinu Kazań, mistrza Rosji. W jego barwach zadebiutował 14 marca w wygranym 3:0 domowym meczu z Kubaniem Krasnodar. W 2009 roku wywalczył mistrzostwo Rosji. W 2012 roku zdobył Puchar Rosji. Po tym sukcesie zakończył karierę.
| Sezon   | Klub                        | Kraj  | Rozgrywki        | Mecze | Bramki |
| ------- | --------------------------- | ----- | ---------------- | ----- | ------ |
| 1997    | Lokomotiw-NN Niżny Nowogród | Rosja | Priemjer-Liga    | 18    | 0      |
| 1998    | Lokomotiw-NN Niżny Nowogród | Rosja | Pierwyj diwizion | 16    | 1      |
| 1999    | Lokomotiw-NN Niżny Nowogród | Rosja | Priemjer-Liga    | 18    | 1      |
| 2000    | Lokomotiw-NN Niżny Nowogród | Rosja | Priemjer-Liga    | 12    | 0      |
| 2001    | Dinamo Moskwa               | Rosja | Priemjer-Liga    | 24    | 4      |
| 2002    | Saturn Ramienskoje          | Rosja | Priemjer-Liga    | 12    | 1      |
| 2003    | Saturn Ramienskoje          | Rosja | Priemjer-Liga    | 27    | 4      |
| 2004    | Saturn Ramienskoje          | Rosja | Priemjer-Liga    | 25    | 8      |
| 2005    | Saturn Ramienskoje          | Rosja | Priemjer-Liga    | 26    | 0      |
| 2006    | FK Moskwa                   | Rosja | Priemjer-Liga    | 26    | 2      |
| 2007    | FK Moskwa                   | Rosja | Priemjer-Liga    | 25    | 4      |
| 2007    | FK Moskwa                   | Rosja | Priemjer-Liga    | 19    | 1      |
| 2008    | FK Moskwa                   | Rosja | Priemjer-Liga    | 25    | 4      |
| 2009    | Rubin Kazań                 | Rosja | Priemjer-Liga    | 11    | 0      |
| 2010    | Rubin Kazań                 | Rosja | Priemjer-Liga    | 18    | 0      |
| 2011/12 | Rubin Kazań                 | Rosja | Priemjer-Liga    | 16    | 0      |
| 2012/13 | Rubin Kazań                 | Rosja | Priemjer-Liga    | 5     | 0      |

## Kariera reprezentacyjna
W reprezentacji Rosji Bystrow zadebiutował 7 czerwca 2003 roku w zremisowanym 2:2 meczu ze Szwajcarią. W tym samym roku zagrał także w spotkaniu z Izraelem (1:2).